# Cryosophila
Genre
Cryosophila est un genre de palmiers de la famille des Arecaceae. Il contient les espèces suivantes.

## Classification
- Famille des Arecaceae
  - Sous-famille des Coryphoideae
    - Tribu des Cryosophileae [2]

Le genre partage cette tribu avec 10 autres genres qui sont :

Schippia, Trithrinax, Sabinaria, Itaya, Chelyocarpus, Thrinax, Leucothrinax, Hemithrinax, Zombia et Coccothrinax.

## Liste des espèces et sous-espèces
Selon World Checklist of Selected Plant Families (WCSP) (30 décembre 2013) :
- Cryosophila bartlettii R.J.Evans (1995)
- Cryosophila cookii Bartlett (1935)
- Cryosophila grayumii R.J.Evans (1995)
- Cryosophila guagara P.H.Allen (1953)
- Cryosophila kalbreyeri (Dammer ex Burret) Dahlgren, Publ. Field Mus. Nat. Hist. (1936)
  - sous-espèce Cryosophila kalbreyeri subsp. cogolloi R.J.Evans (1995)
  - sous-espèce Cryosophila kalbreyeri subsp. kalbreyeri
- Cryosophila macrocarpa R.J.Evans (1992)
- Cryosophila nana (Kunth) Blume (1838)
- Cryosophila stauracantha (Heynh.) R.J.Evans (1995)
- Cryosophila warscewiczii (H.Wendl.) Bartlett (1935)
- Cryosophila williamsii P.H.Allen (1953)

Selon NCBI (30 décembre 2013) :
- Cryosophila stauracantha
- Cryosophila warscewiczii

Selon The Plant List (30 décembre 2013) :
- Cryosophila bartlettii R.J.Evans
- Cryosophila cookii Bartlett
- Cryosophila grayumii R.J.Evans
- Cryosophila guagara P.H.Allen
- Cryosophila kalbreyeri (Dammer ex Burret) Dahlgren
- Cryosophila macrocarpa R.J.Evans
- Cryosophila nana (Kunth) Blume
- Cryosophila stauracantha (Heynh.) R.J.Evans
- Cryosophila warscewiczii (H.Wendl.) Bartlett
- Cryosophila williamsii P.H.Allen

Selon Tropicos (30 décembre 2013) (Attention liste brute contenant possiblement des synonymes) :
- Cryosophila albida Bartlett
- Cryosophila argentea Bartlett
- Cryosophila bartletii R. Evans
- Cryosophila bartlettii R. Evans
- Cryosophila bifurcata Lundell
- Cryosophila cookii Bartlett
- Cryosophila grayumii R. Evans
- Cryosophila guagara P.H. Allen
- Cryosophila kalbreyeri (Dammer ex Burret) Dahlgren
- Cryosophila macrocarpa R. Evans
- Cryosophila mocinoi (Kunth) R.R. Fernandez
- Cryosophila nana (Kunth) Blume
- Cryosophila stauracantha (Heynh.) R. Evans
- Cryosophila warscewiczii (H. Wendl.) Bartlett
- Cryosophila williamsii P.H. Allen